# Pammenodes
Pammenodes là một chi bướm đêm thuộc phân họ Olethreutinae, họ Tortricidae Tortricidae.